# Elizabeth Tudor (định hướng)
Elizabeth Tudor có thể đề cập đến những người sau:
- Elizabeth Tudor, Vương nữ Anh, con gái thứ hai và con thứ tư của Henry VII của Anh và Elizabeth xứ York.
- Elizabeth Tudor (1533–1603), Nữ vương nước Anh từ năm 1558–1603, con gái của Henry VIII của Anh và Anne Boleyn.
- Elizabeth Tudor (nhà văn) (sinh năm 1978), nhà văn khoa học viễn tưởng.